# Tomi Nybäck
Tomi Nybäck (Järvenpää, 3 de abril de 1985) es un jugador de ajedrez finés, que tiene el título de Gran Maestro desde 2003, el más joven del país en conseguirlo en toda la historia. También es un jugador profesional de póquer. En la lista de Elo de la Federación Internacional de Ajedrez (FIDE) de agosto de 2015, tenía un Elo de 2608 puntos, lo que le convertía en el jugador número 1 (en activo) de Finlandia. Su máximo Elo fue de 2656 puntos, en la lista de enero de 2011 (posición 92 en el ranking mundial).

## Resultados destacados en competición
En 2002 fue primero en el torneo de Budapest. En 2006 empató en el primer puesto con Eduardas Rozentalis, Sergey Ivanov, Normunds Miezis y Evgeny Postny en la Rilton Cup 2005-06 que tuvo lugar en Estocolmo. En 2008 fue primero en el torneo 'Heart of Finland' de Jyväskylä, y empató en segundo lugar junto con Emanuel Berg en el Memorial Najdorf (un torneo de categoría XV; el campeón fue Krishnan Sasikiran); en junio del mismo año ganó el Campeonato de Finlandia, con una puntuación sin precedentes de 9/9. En 2009 empató para los puestos 9.º a 11.º con Mijaíl Kobal y Boris Grachev en el Campeonato de Europa individual que tuvo lugar en Budva. Finalmente Nybäck ha participado, representando a Finlandia, en todas las ediciones de las Olimpiadas de ajedrez desde 2002.